# Nuevo Santander

Lage von Nuevo Santander im spanischen Mexiko von 1819

Nuevo Santander (deutsch Neu-Santander) war von 1746 bis 1822 eine Provinz in Neuspanien, dem spanischen Kolonialreich im heutigen Mexiko. Sie umfasste in etwa die Fläche des heutigen mexikanischen Bundesstaates Tamaulipas sowie den Süden von Texas, der heute zu den Vereinigten Staaten von Amerika gehört.

## Entstehung
Bis zum 18. Jahrhundert war das Gebiet zwischen dem Golf von Mexiko und dem Bergen im Landesinneren weitgehend von Europäern unbehelligt. Es diente als Rückzugsort für die indianischen Völker; die Wälder an der Küste und die Berge im Hinterland lockten aber auch entflohene Sklaven und Leibeigene oder Menschen, die der spanischen Kolonialherrschaft aus anderen Gründen entkommen wollten. Spanische Kaufleute, die Richtung Norden Handel trieben, vermieden die Region weiträumig aus Angst vor Überfällen. Die Spanier sahen insgesamt in diesem unkontrollierten Landstrich ein Sicherheitsrisiko.
An der Küste Richtung Norden kam es zudem immer wieder zu sporadischen Besiedlungsversuchen, in erster Linie durch französische Abenteurer, die von Louisiana kamen. Die Spanier sahen darin den Versuch, das Territorium des Vizekönigreiches Neuspanien in Frage zu stellen. So unternahmen die Spanier immer wieder Strafexpeditionen, um dauerhafte Siedlungen zu verhindern.
Klar war, dass erst eine dauerhafte Besiedlung durch spanische Kolonisten den Herrschaftsanspruch nachhaltig untermauern würde. Die Provinz wurde durch Dekret des Vizekönigs Juan Francisco de Güemes y Horcasitas im September 1746 administrativ eingerichtet. Die erste Besiedlung folgte 1748 durch eine Expedition unter Leitung von José de Escandón nach Norden, die die Vorhut einer spanischen Kolonisation bilden sollte. Escandón fungierte als erster Gouverneur der frisch errichteten Provinz.

## Ausbau

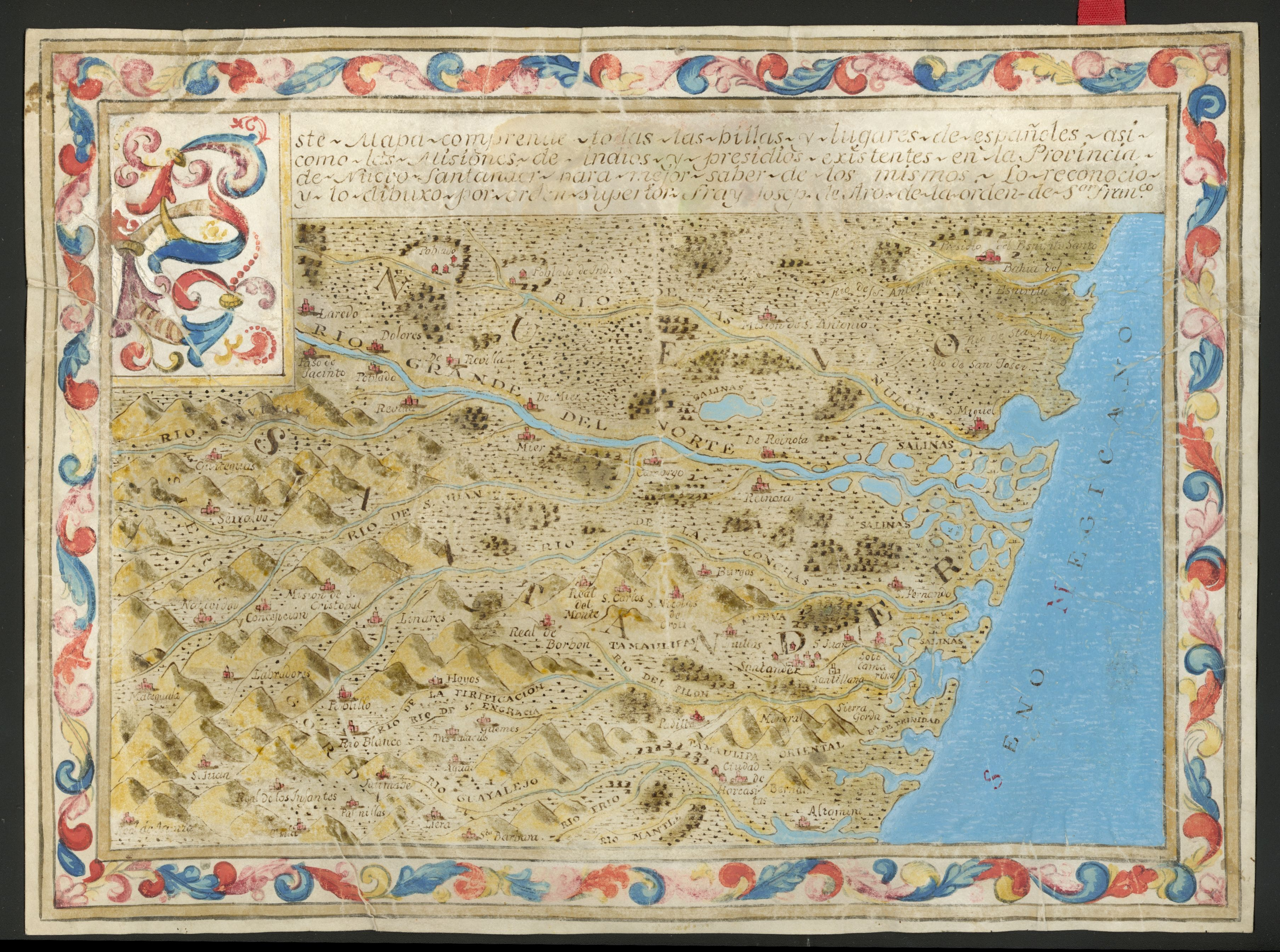
Joseph de Haro, Este Mapa [Nuevo Santander Mexico], c. 1770

Die Kolonie erhielt zunächst den Namen Colonia de la Costa del Seno Mexicano (deutsch: Kolonie an der Golfküste); neben anderen Siedlungen gründete man 1755 die Siedlung Laredo, die zur bedeutendsten Stadt und zum Verwaltungszentrum der Kolonie werden sollte. Nuevo Santander wuchs bis zum Ende des 18. Jahrhunderts auf 30.000 Einwohner – mehr als Texas zu jener Zeit zählte.
1777 reformierte José de Gálvez y Gallardo das spanische Kolonialreich von Grund auf. Auch Neuspanien fand sich neu gegliedert: Nuevo Santander wurde ein Teil der Comandancia General de las Provincias Internas (deutsch: Generalkommandantur der inneren Provinzen), die unter Theodor de Croix weitgehend autonom vom Rest des Vizekönigreiches bleiben sollten.
1786 entwickelte Gouverneur Manuel de Escandón, der Sohn des Gründungsgouverneurs, die Idee, den Teil nördlich des Rio Grande zu einer eigenen Provinz zu erheben. Man hoffte, über das Meer und den Fluss neue Siedler und Handelsimpulse ins Land zu bringen. Die Pläne scheiterten am Tod des Vizekönigs Bernardo de Gálvez. Auf einer Inspektionsreise stellte Félix María Calleja del Rey 1795 fest, dass das Handelsvolumen unbedeutend war und schlug vor, die Häfen an der Golfküste für den Handel zu öffnen.

## Unabhängigkeitskrieg
Im Mexikanischen Unabhängigkeitskrieg unternahm der Hufschmied Bernardo de Gutiérrez de Lara aus Laredo mit Hilfe von Unterstützern aus den USA den Versuch, die Spanier mit einer Truppe von rund 300 Filibustern zu besiegen. Sie wurden 1813 in der Schlacht von Medina von spanischen Einheiten geschlagen.
Nach der Unabhängigkeit Mexikos war Nuevo Santander einer der 24 Provinzen des Kaiserreiches Mexiko. Bald folgte die Umbenennung in Tamaulipas; 1848 nach dem Mexikanisch-Amerikanischen Krieg fiel das Gebiet nördlich des Río Grande an Texas; das Gebiet südlich davon bildete die heutigen Grenzen des mexikanischen Bundesstaates Tamaulipas.